# New Obscurantis Order
New Obscurantis Order treći je studijski album francuskog simfonijskog black metal-sastava Anorexia Nervosa. Album je 29. listopada 2001. godine objavila diskografska kuća Osmose Productions.

## O albumu
Album nosi podnaslov koji glasi "A brand new Bible for the XXIst Century Youth". 
Kao i na prethodnim albumima sastava, na New Obscurantis Orderu su skladbe bile nadopunjene simfonijskom glazbom, a brzina njihove izvedbe bila je dovedena do savršenstva. Osim vlastitog glazbenog materijala, sastav je na posebnoj vinilnoj inačici albuma objavio i dvije obrade: "Solitude" sastava Candlemass i "Metal Meltdown" skupine Judas Priest.
Pjesma "Hail Tyranny" je zapravo obrada skladbe "Preludij u cis-molu, op. 3, br. 2" ruskog skladatelja Sergeja Rahmanjinova.

## Popis pjesama
| 1.    | »Mother Anorexia«                                          | 4:50 |
| 2.    | »Châtiment de la rose« (Kazna ruže)                        | 5:17 |
| 3.    | »Black Death, Nonetheless«                                 | 5:17 |
| 4.    | »Stabat Mater Dolorosa«                                    | 7:20 |
| 5.    | »Le Portail de la vierge« (Portal djevice)                 | 5:32 |
| 6.    | »The Altar of Holocausts«                                  | 5:21 |
| 7.    | »Hail Tyranny« (instrumental; obrada Sergeja Rahmanjinova) | 2:59 |
| 8.    | »Ordo ab Chao: The Scarlet Communion«                      | 6:43 |
| 43:19 |                                                            |      |

| Bonus pjesme s ograničene LP inačice | Bonus pjesme s ograničene LP inačice    | Bonus pjesme s ograničene LP inačice | Bonus pjesme s ograničene LP inačice | Bonus pjesme s ograničene LP inačice | Bonus pjesme s ograničene LP inačice | Bonus pjesme s ograničene LP inačice | Bonus pjesme s ograničene LP inačice | Bonus pjesme s ograničene LP inačice | Bonus pjesme s ograničene LP inačice |
| Br.                                  | Skladba                                 | Trajanje                             |                                      |                                      |                                      |                                      |                                      |                                      |                                      |
| ------------------------------------ | --------------------------------------- | ------------------------------------ | ------------------------------------ | ------------------------------------ | ------------------------------------ | ------------------------------------ | ------------------------------------ | ------------------------------------ | ------------------------------------ |
| 9.                                   | »Solitude« (obrada Candlemassa)         | 5:42                                 |                                      |                                      |                                      |                                      |                                      |                                      |                                      |
| 10.                                  | »Metal Meltdown« (obrada Judas Priesta) | 4:12                                 |                                      |                                      |                                      |                                      |                                      |                                      |                                      |
| 53:13                                |                                         |                                      |                                      |                                      |                                      |                                      |                                      |                                      |                                      |

## Zasluge
| Anorexia Nervosa - RMS Hreidmarr – vokali - Pierre Couquet – bas-gitara, prateći vokali - Neb Xort – klavijature, prateći vokali, produkcija, inženjer zvuka, miksanje, mastering - Nilcas Vant – bubnjevi, prateći vokali, naslovnica, ilustracije, dizajn - Maître Stefan Bayle – gitara, prateći vokali, inženjer zvuka | Dodatni glazbenici - Cécile – zborski vokali (na pjesmama 1 i 4) - Elise Montastier – zborski vokali (na pjesmama 1 i 4) Ostalo osoblje - Jan Saudek – fotografija (na naslovnici) - Tancrède Lucifuge Szekely – fotografija |